# ألبرت يونغ (لاعب كرة قدم أمريكية)
ألبرت يونغ (بالإنجليزية: Albert Young)‏ هو لاعب كرة قدم أمريكية أمريكي، ولد في 25 فبراير 1985 في مورستاون ‏ في الولايات المتحدة.

## وصلات خارجية
- ألبرت يونغ على موقع مرجع كرة القدم المحترفة.كوم (الإنجليزية)